# Chruszczewka Włościańska
Chruszczewka Włościańska – wieś w Polsce położona w województwie mazowieckim, w powiecie sokołowskim, w gminie Kosów Lacki. Ma status sołectwa.
Wierni wyznania rzymskokatolickiego zamieszkali w miejscowości należą do parafii Kosów Lacki.

## Historia
Miejscowość była przejściowo siedzibą gminy Dębe Nowe. Do 1954 roku istniała gmina Chruszczewka. W latach 1954–1972 wieś należała i była siedzibą władz gromady Chruszczewka Włościańska. W latach 1975–1998 miejscowość administracyjnie należała do województwa siedleckiego.

## Zabytki
Wielobryłowa kapliczka przydrożna o charakterze klasycystycznym z pierwszej połowy XIX wieku. Murowana z cegły. Cokół prostokątny, na nim czworoboczny filar z blendami zwieńczony dwuspadowym daszkiem. Prostopadle do filaru umieszczona kapliczka z zamkniętym półkoliście oknem i dwoma półkolistymi przeźroczami. Przykryta dwuspadowym daszkiem na modylionowym gzymsie.